# Séraphin Moundounga
Pour les articles homonymes, voir Moundounga.
Séraphin Moundounga est un homme politique gabonais né le 29 février 1964 à Tchibanga (Nyanga). Il est vice-président du Gabon depuis mai 2025, sous la présidence de Brice Oligui Nguema.
De 2010 à 2014, il est ministre de l'Éducation nationale, de l’Enseignement supérieur et de la Recherche scientifique, puis ministre de la Justice, Garde des sceaux et second vice-Premier ministre de 2014 à 2016 sous la présidence d'Ali Bongo.
Le 5 septembre 2016, il démissionne du gouvernement et quitte le Parti démocratique gabonais afin de protester contre la réélection de ce dernier à l'issue de la présidentielle contestée du 27 août. Déclarant avoir été victime d'une tentative d'assassinat à la suite de cette démission, il part s'exiler en France quelques jours plus tard et y reste pendant 7 ans. 
Il revient au Gabon en octobre 2023, après la chute du régime d'Ali Bongo, et est nommé président du Conseil économique, social et environnemental (CESE) de la Transition.

## Biographie

### Études et premiers pas en politique
Né le 29 février 1964 à Tchibanga dans la province de la Nyanga, Séraphin Moundounga travaille tout d'abord dans l'enseignement (1985-1990). De 1990 à 1996, il devient député ainsi que secrétaire du groupe parlementaire du Parti démocratique gabonais (PDG) à l'Assemblée nationale. Il est ensuite premier questeur de 1997 à 2009.  
En 1995, il entre au bureau politique du PDG, dont il devient membre permanent en 2008.
Parallèlement à sa carrière politique, Séraphin Moundounga entreprend des études de droit à partir de 2001. Il étudie à l'université Paris I (2001-2005) ainsi qu'à l'École doctorale de sciences juridiques de Grenoble II, où il obtient un doctorat en droit public (2012),.

### Ministre
De 2010 à 2014, il exerce la fonction de ministre de l'Éducation nationale, de l'Enseignement supérieur et de la Recherche scientifique dans les gouvernements de Paul Biyoghe Mba et de Raymond Ndong Sima. 
Pendant son passage au ministère de l'Éducation, une enquête met à jour en 2013 un réseau frauduleux de faux bulletins de notes dans le milieu scolaire gabonais. Séraphin Moundounga décide alors de rétrograder les élèves coupables afin qu'ils ne puissent pas passer le baccalauréat, mais est désavoué quelques mois plus tard par le président Ali Bongo, qui les réhabilite.
À partir d'octobre 2013, il doit faire face à un mouvement de grève des enseignants gabonais, qui paralyse le secteur de l’éducation. Ces derniers réclament une revalorisation salariale et des meilleures conditions de travail, ainsi que le limogeage de Séraphin Moundounga, qu'ils accusent d'être à l'origine de leurs problèmes. Des mesures prises par le ministre concernant les conditions de passage en classe de seconde ou le déroulement du baccalauréat sont notamment critiquées. En décembre 2013, afin de mettre fin à la grève, le président Ali Bongo décide d'annuler les mesures prises par le ministre.
Lors du remaniement du 28 janvier 2014, il est nommé ministre de la Justice et Garde des sceaux par Daniel Ona Ondo, ainsi que second vice-Premier ministre.

### Démission et exil en France
À la suite de l'élection présidentielle du 27 août 2016 ayant permis la réélection d'Ali Bongo et ayant provoqué de nombreuses violences et contestations dans le pays, Séraphin Moundounga annonce le 5 septembre 2016 qu'il démissionne de son poste de ministre et qu'il quitte le PDG. Il explique son geste par le refus d'Ali Bongo de procéder au recomptage des votes, ce qui aurait permis selon lui de garantir la paix sociale, et déclare qu'il souhaite « bénéficier de [sa] totale liberté ». À la suite de sa démission, dans la nuit du 6 au 7 septembre, des individus cagoulés se seraient introduits chez lui dans le quartier d'Angondjé à Libreville. Bien qu'il n'était pas chez lui ce soir-là, il estime que ces derniers étaient venus pour l'assassiner, car pensant l'y trouver. Craignant pour sa sécurité, il se réfugie en France quelques jours plus tard,,.
Durant son exil, il fonde en septembre 2016 l'ONG de droit français « Union pour la nation, l'intégrité, le travail et l'égalité » (UNITÉ), qu'il préside, dans le but de défendre les valeurs démocratiques et les droits humains, ainsi que pour « accompagner les parents et familles de victimes » à la suite des violences post-électorales au Gabon,.
Le 26 mai 2018, il est mis en examen aux côtés de Marie-Christine Saragosse, PDG du groupe France Médias Monde, pour « diffamation publique » envers Ali Bongo, après avoir déclaré le 24 septembre 2016 sur la chaîne France 24 que ce dernier avait « triché » lors de l'élection présidentielle et qu'il avait provoqué un « désastre démocratique » au Gabon. Le 19 octobre, le TGI de Paris les renvoi tous les deux devant le tribunal correctionnel.

### Retour au Gabon et vice-présidence
Après la chute du régime d'Ali Bongo en 2023, Séraphin Moundounga affiche son soutien au coup d'État militaire, appelant les putschistes à effectuer une transition « inclusive ». Il fait son retour au Gabon en octobre de la même année, après 7 ans d'exil en France. Le 25 octobre 2023, il est nommé président du Conseil économique, social et environnemental (CESE) de la Transition, une institution au rôle consultatif chargée de donner un avis sur la manière dont le pays est géré,,.
Le 5 mai 2025, après l'élection de Brice Oligui Nguema à la présidence, Séraphin Moundounga est nommé par décret présidentiel vice-président de la République gabonaise.

## Distinctions
- Commandeur dans l'Ordre international des Palmes académiques du CAMES
- Commandeur dans l'Ordre de la Francophonie
- Commandeur dans l'Ordre de l'Étoile équatoriale
- Officier dans l'Ordre national du Mérite (Gabon)[1]

## Publication
- Union européenne, Afrique-Chine : Jeu et enjeux pour la paix, Paris, L'Harmattan, coll. « Diplomatie et stratégie », 2019, 516 p. (ISBN 978-2-343-16590-5, lire en ligne)